# Vetsijärvi
Vetsijärvi är en sjö  Utsjoki kommun i Lappland i Finland. Vetsijärvi ligger 273,8 meter över havet. Arean är 8,19 kvadratkilometer och strandlinjen är 42 kilometer lång. Sjön  ingår i Tana älvs huvudavrinningsområde.   Omgivningarna runt Vetsijärvi är i huvudsak ett öppet busklandskap.
Vid Sujala vid stranden av Vetsijärvi upptäcktes 2002 en stenåldersbosättning av jägare, som ledde till utgrävningar 2005-2006. Fynden visar att bosättare kommit till trakterna österifrån.